# Trận Arras (1940)
Trận Arras là một trận đánh trong Chiến dịch Pháp thời Chiến tranh thế giới thứ hai, diễn ra vào ngày 21 tháng 5 năm 1940 ở phía tây nam thị trấn Arras (đông bắc bộ Pháp). Tại đây 74 xe tăng và 2 tiểu đoàn bộ binh Anh dưới quyền thiếu tướng Giffard 'Q' Martel đã cùng 60 xe tăng Pháp phản kích vào mạn sườn quân đội Đức nhằm cản trở họ tiến ra eo biển Anh và bao vây diệt quân chủ lực Đồng Minh trên mạn bắc. Mặc dù đạt được thắng lợi ban đầu, cuộc phản công cuối cùng đã bị đánh bật bởi Sư đoàn Thiết giáp số 7 do thiếu tướng Erwin Rommel chỉ huy, có sự hỗ trợ của Sư đoàn Thiết giáp số 5 và Sư đoàn SS "Đầu lâu". Hai ngày sau, quân đồn trú Anh phải rút bỏ Arras để khỏi bị hợp vây.

## Bối cảnh
Sau khi đánh thủng phòng tuyến sông Meuse của Pháp vào giữa tháng 5 năm 1940, quân đội Đức ráo riết ráo riết tràn lên mạn tây bắc để hợp vây Cụm tập đoàn quân số 1 Pháp-Bỉ-Anh. Thế trận bao vây đã được hoàn thành khi Cụm thiết giáp số 1 do thượng tướng kỵ binh Ewald von Kleist chỉ huy tiếp cận eo biển Anh ngày 20 tháng 5. Cụm thiết giáp Hoth, dẫn đầu bởi Sư đoàn Thiết giáp số 7 do thiếu tướng Erwin Rommel chỉ huy, được lệnh yểm trợ sườn phản của Kleist và siết chặt vòng vây từ hướng nam. Tờ mờ sáng ngày 20, Rommel đem quân tiến đánh thị trấn Arras và đè bẹp Lữ đoàn 70 Anh khi lữ đoàn này đang hành quân. Sau đó, ông xua Trung đoàn Thiết giáp 25 dưới quyền đại tá Karl Rothenburg đánh thọc vào Arras nhưng bị quân đồn trú của Lữ đoàn 150 Anh đẩy lui. Thấy Trung đoàn Thiết giáp 25 đã tiến quá xa khỏi các đơn vị khác của sư đoàn ông, Rommel lui về phía sau trên chiếc xe bọc thép của mình cùng 1 chiếc xe tăng để nối lại liên lạc với chủ lực sư đoàn. Khi Rommel đến Vis en Artois, một số xe tăng của một sư đoàn cơ giới hạng nhẹ Pháp đã bắn cháy chiếc xe tăng hộ tống của ông và buộc ông phải ẩn náu suốt mấy giờ liền. Có lẽ do bàng hoàng trước sự việc này mà Rommel phải gọi viện binh của Sư đoàn SS "Đầu lâu" đến củng cố sườn phải bị kéo căng và sơ hở dọc theo sông Scarpe của sư đoàn ông. 
Nhận thấy cần thiết phải mở một đòn phản kích nhằm giảm áp lực cho Arras - một căn cứ quan trọng của Lực lượng Viễn chinh Anh, đại tướng tổng tư lệnh quân Anh John Vereker (Tử tước Gort) xây dựng lực lượng Frankforce gồm các Sư đoàn 5, 50 và Lữ đoàn Tăng 1 do thiếu tướng Harold E. Franklyn cầm đầu. Sau khi quy tụ binh lực trong khu vực Vimy, Franklyn được lệnh "hỗ trợ đồn binh Arras và chốt giữ các đường hướng nam Arras, qua đó cắt đứt tuyến liên lạc của Đức về hướng đông". Viên tư lệnh Frankforce bố trí phân nửa bộ binh cùng phần lớn pháo binh của mình trong các vị trí phòng ngự và chỉ dùng hai lữ đoàn bộ binh cùng Lữ đoàn Tăng 1 để phản công vào ngày mai. Mặc dù tướng René J. A. Prioux chỉ huy Quân đoàn Kỵ binh (Tập đoàn quân số 1) Pháp hy vọng phối hợp với mũi tấn công của Franklyn bằng một đợt đánh lớn, những cuộc công kích dồn dập của Sư đoàn Thiết giáp 7 vào Arras đã khiến ông không còn thì giờ tập trung lực lượng và điều duy nhất ông có thể làm là lấy Sư đoàn Cơ giới Hạng nhẹ số 3 yểm trợ sườn phải Franklyn. Franklyn lên kế hoạch giữ Lữ đoàn Bộ binh 17 làm dự bị và huy động Lữ đoàn Bộ binh 151 cùng Lữ đoàn Tăng 1 vượt sông Scarpe cách Arras 8 km rồi tiến vòng ngoại ô thành phố theo chiều ngược kim đồng hồ, quét sạch quân Đức ra khỏi các lối vào thị trấn từ hướng nam. Quyền chỉ huy cuộc tấn công được đặt vào tay thiếu tướng Giffard Le Quesne Martel, Sư đoàn trưởng Sư đoàn 50. 
Hôm sau, đại tướng Hermann Hoth - tư lệnh cụm tập đoàn quân cùng tên - phát lệnh cho Sư đoàn Thiết giáp 7 đi vòng Arras ở phía nam và tây nam rồi tiến đến sông Scarpe tại Acq. Trong khi đó, Sư đoàn "Đầu lâu" nhận lệnh tiến theo cánh trái của Rommel và bao vây Arras từ mạn tây. Rommel lập tức lên tuyến đầu cùng Trung đoàn Thiết giáp 25, bỏ lại các trung đoàn bộ binh và pháo binh của mình ở một khoảng cách khá xa.

## Trận đánh
Đúng lúc Sư đoàn Thiết giáp 7 đang di chuyển rời rạc thì Martel ra quân phản công. May cho người Đức, cuộc tấn công này được chuẩn bị và tổ chức kém, lực lượng tham gia chỉ gồm các tiểu đoàn 6 và 8 của trung đoàn bộ binh nhẹ Durham cùng 74 chiến xa, bộ binh và thiết giáp lại phối hợp lỏng lẻo ngay từ đầu, chưa kể một số đơn vị Anh do nhầm lẫn nên đã đụng độ với lực lượng thiết giáp yểm trợ của Pháp trong nhiều đơn vị khác bị thất lạc và đành đi lang thang khắp chiến địa. Bất chấp những thiếu sót này, lực lượng tấn công ban đầu đã đánh cho Tiểu đoàn 1 thuộc Trung đoàn Mô tô Súng trường của Rommel lao đao và buộc nhiều binh lính non kinh nghiệm của Sư đoàn SS Đầu lâu phải cắm đầu cắm cổ mà chạy. Tiểu đoàn chống tăng của Sư Thiết giáp 7 vội vã triển khai pháo phòng tăng 37 li nhưng không thể xuyên thủng những lớp giáp dày của xe tăng Matilda II và bị đè bẹp.
Thấy bộ binh và pháo binh của mình không ngăn được quân Anh, Rommel cùng sĩ quan hầu cận là trung tá Most lập tức trở lui về Wailly để chấn chỉnh lại cục diện. Tại đây Rommel nhanh chóng triển khai các trận địa pháo binh, pháo chống tăng cùng pháo phòng không hạng nặng và nhẹ để cày phá đội hình đối phương. Đồng thời, ông cầu viện không quân và hạ lệnh cho Rothenburg đem Trung đoàn Thiết giáp 25 quay lại đánh thọc sâu vào sườn phải quân Anh theo đường Dainville. Không hề nao núng khi chứng kiến Most trúng đạn mất mạng ngay bên cạnh mình, Sư đoàn trưởng Rommel chạy từ khẩu pháo này đến khẩu pháo khác để chỉ định mục tiêu và động viên sĩ khí quân lính. Lực lượng của Sư đoàn SS "Đầu lâu" và Sư đoàn Thiết giáp số 5 cũng kéo đến hỗ trợ Sư đoàn Thiết giáp 7 chống cự với người Anh. Đà tiến công của quân Anh cuối cùng đã bị chặn đứng khi pháo binh Đức loại 28 xe tăng ra khỏi vòng chiến. Các khẩu pháo phòng không 88 li của Rommel lại bắn cháy thêm 7 xe tăng hạng nặng và 1 xe tăng hạng nhẹ. Khoảng 18h, các phi cơ Junkers Ju 87 xuất hiện trên bầu trời Arras và ra sức oanh tạc đội hình rút lui của đối phương. 
Cuộc tấn công ngang sườn của Trung đoàn Thiết giáp 25 thoạt đầu đã bị chặn lại bởi hỏa lực pháo chống tăng Anh và 60 xe tăng Pháp bên hông phải liên quân. Một cuộc chiến đấu nảy lửa đã diễn ra, trong đó lực lượng thiết giáp Đức tuy chịu nhiều tổn thất nhưng đã bắn cháy được 20 xe tăng Pháp và chọc thủng hàng phòng quân Anh giữa Duisans và Walrus vào khoảng 22h. Tàn binh Anh-Pháp rút chạy về hậu cứ trong khi Rommel chỉnh đốn lực lượng để chuẩn bị tiếp tục tấn công trong các ngày tới.

## Kết cuộc
Trận phản công Arras chấm dứt với thất bại đáng kể của liên quân Anh-Pháp. Mặc dù sử liệu Đức thống kê thiệt hại của quân Anh là 200 người tử vong, 50 bị bắt và 43 xe tăng bị phá hủy (trong đó 25 chiếc bị bắn cháy bởi Trung đoàn Pháo binh 78), tổn thất xe tăng của Anh trên thực tế có lẽ còn cao hơn do chỉ có 28 trong tổng số 88 chiếc tăng của Martel là rút được khỏi trận địa. Thêm vào đó, Sư đoàn Cơ giới Hạng nhẹ 3 của Pháp chịu chịu hao tổn 20 xe tăng như đã nêu. Không có số liệu cụ thể về hao tổn xe tăng của quân Đức, song thiệt hại nhân lực của họ lên đến 108 người tử trận, 143 người bị thương và 175 mất tích (Sư Thiết giáp 7: 89 chết, 116 bị thương, 173 mất tích; Sư SS "Đầu lâu": 19 chết, 27 bị thương, 2 mất tích). Trong số lính Đức bị mất tích có 90 người đã trở về được hàng ngũ Sư đoàn Thiết giáp 7.
Trận Arras là cuộc phản công lớn duy nhất của quân Đồng Minh sau khi quân Đức xuyên thủng phòng tuyến sông Meuse. Tuy chiến thắng nhưng vì choáng ngợp với thành công ban đầu của Frankforce nên sau trận đánh Rommel báo cáo rằng ông đã đánh bật "5 sư đoàn Đồng minh". Quốc trưởng Adolf Hitler và Đại tướng Tư lệnh Cụm tập đoàn quân A Gerd von Rundstedt vốn dĩ đang ám ảnh với nguy cơ quân Đồng minh đánh chọc sườn các sư đoàn thiết giáp bị dàn trải và kiệt quệ của Đức, do vậy họ càng muôn phần lo lắng sau khi nghe những bản báo cáo thổi phồng của Rommel. Kết quả là Hitler và Rundstedt hạ lệnh cho Quân đoàn XIX của Thượng tướng Thiết giáp Heinz Guderian ngừng tiến ra eo biển trong 24 tiếng và điều Quân đoàn XXXXI của Thượng tướng Thiết giáp Georg-Hans Reinhardt đông tiến sang Arras, nơi cơn khủng hoảng vừa mới trôi qua, thay vì tiếp tục thọc sâu ra eo biển. Những quyết định này là điềm báo cho lệnh dừng tai hại của Hitler vào ngày 24 tháng 5.
Cuộc phản công của Anh-Pháp tại Arras được nối tiếp bởi một nỗ lực đột phá của lực lượng Pháp bị vây ở phía đông trong ngày hôm sau. Sau khi vào án ngữ một khu vực rộng 32,2 km gần ngoại ô Valenciennes, Trung đoàn Cận vệ SS "Adolf Hitler" đã hợp lực cùng bộ binh bẻ gãy hàng loạt đợt phản kích của quân Pháp. Cùng ngày, cuộc tấn công của cụm thiết giáp Hoth lại tiếp diễn khi Rommel dẫn sư đoàn mình vượt sông Scarpe phía tây Arras. Tại Mont-Saint-Éloi, các cuộc phản công của một bộ phận quân Pháp thuộc Sư đoàn Cơ giới Hạng nhẹ 1 gồm 11 tăng Somua, 3 tăng Hotchkiss và 2 tiểu đoàn bộ binh đã buộc Rommel phải chuyển sang thế phòng ngự. Buổi sáng ngày hôm sau, thiếu tướng Joachim Lemelsen mang Sư đoàn Thiết giáp 5 đến viện chiến, tạo điều kiện cho Rommel đánh bọc hông quân Pháp trên mạn bắc. 8h ngày 23, Gort rút toàn bộ quân Anh từ Arras về tuyến kênh đào Aa-Aire-La Bassée.